# والری کردملیدی
والری کردملیدی (روسی: Валерий Панайотович Кердемелиди؛ زادهٔ ۱۸ ژوئیهٔ ۱۹۳۸) ژیمناست هنری اهل اتحاد جماهیر شوروی سوسیالیستی بود.